# Wspólnota Ewangelicznych Kościołów Reformowanych w Polsce
Wspólnota Ewangelicznych Kościołów Reformowanych w Polsce – wspólnota kościołów protestanckich w Polsce, zrzeszająca kościoły reformowane. Od 2006 r. jest częścią Konfederacji Ewangelicznych Kościołów Reformowanych.

## Historia
W 1995 r. przy I Zborze Kościoła Chrześcijan Baptystów we Wrocławiu powołana została społeczność odwołująca się do tradycji ewangelicko-reformowanej, która w 2000 r. usamodzielniła się, oddzielając od macierzystego kościoła. W 1997 r. w Poznaniu powstał niezależny zbór również odwołujący się do tej samej tradycji teologicznej i wywodzący się z podobnych kręgów towarzyskich. Od 2000 r. obie wspólnoty posługiwały się nazwą Ewangelicznego Kościoła Reformowanego. W 2003 r. kościoły we Wrocławiu i w Poznaniu sprzymierzyły się, jako jedna wspólnota zgłaszając formalny wniosek o przyjęcie do Konfederacji Ewangelicznych Kościołów Reformowanych. W 2004 r. powołany został sprzymierzony we wspólnotą kościół w Legnicy, istniejący do 2009 r., w kwietniu 2005 r. zaś jako kościół misyjny wspólnoty we Wrocławiu ustanowiony został kościół w Gdańsku. Przez jakiś czas funkcjonowały także zrzeszone ze Wspólnotą społeczność w Lesznie oraz w Sanoku. 26 października 2006 r. kościoły we Wrocławiu i w Poznaniu uzyskały pełne członkostwo w Konfederacji Ewangelicznych Kościołów Reformowanych w ramach międzynarodowego prezbiterium Anselm. W 2021 r. w ramach Konfederacji Ewangelicznych Kościołów Reformowanych zorganizowane zostało nowe międzynarodowe prezbiterium Hus, częścią którego zostały kościoły zrzeszone we wspólnocie. 31 stycznia 2024 r. Wspólnota Ewangelicznych Kościołów Reformowanych w Polsce wpisana została do rejestru kościołów i innych związków wyznaniowych.

## Nauka
Kościoły zrzeszone we Wspólnocie Ewangelicznych Kościołów Reformowanych w Polsce przynależą do nurtu reformowanego w chrześcijaństwie protestanckim. Historycznymi punktami odniesienia są: teologia wypracowana przez przedstawicieli reformacji szwajcarskiej, przede wszystkim Jana Kalwina, ale również dziedzictwo reformacji polskiej i polskiej teologii kalwińskiej.
Jako zrzeszenie kościołów protestanckich, Wspólnota opiera swoje nauczanie doktrynalne wyłącznie na chrześcijańskiej Biblii, postulując jej pełną samowystarczalność co do treści nauki chrześcijańskiej. Zasady wiary dookreślone są ponadto w historycznych dokumentach wyznaniowych, określających poprawny wykład Biblii dla kościołów, które zdecydowały się zobowiązać do przestrzegania treści tych wyznań wiary. Reguły wiary wyrażane przez pięć protestanckich solae również przyjmowane są jako prawidłowe streszczenie protestanckiego nauczania chrześcijańskiego (szczególnie co do źródeł wiary chrześcijańskiej, zbawienia i kultu): sola Scriptura (tylko Pismo), sola fide (tylko wiara), sola gratia (tylko łaska), solus Christus (tylko Chrystus), soli Deo gloria (tylko Bogu chwała).
Historycznymi wyznaniami wiary przyjętymi przez Wspólnotę Ewangelicznych Kościołów Reformowanych w Polsce są: Nicejsko-konstantynopolitańskie wyznanie wiary (381 r.), Chalcedońskie wyznanie wiary (451 r.), Apostolski symbol wiary (ok. V w.); nowożytne Trzy formy jedności wywodzące się z holenderskiego ewangelicyzmu reformowanego: Belgijskie wyznanie wiary (1561 r.), Katechizm Heidelberski (1563 r.) i Kanony z Dordrechtu (1619 r.); szwajcarskie Genewskie wyznanie wiary (1536 r.); polsko–litewskie Sandomierskie wyznanie wiary (1570 r.).
Jako wyznanie odwołujące się do tradycji ewangelickiej, w szczególności ewangelicko-reformowanej, Wspólnota Ewangelicznych Kościołów Reformowanych w Polsce naucza o całkowitej niezdolności człowieka do samodzielnego zwrócenia się ku Bogu, inicjatywę w rozpoczęciu i zachowaniu takiej relacji przypisując wyłącznie i w pełni Bogu. Zarówno uwierzenie w Boga (initium fidei) jak i wytrwanie w tej wierze przypisywane są wyłącznie Bożej łasce. Dobre uczynki interpretowane są jako konieczny skutek obdarzenia człowieka wiarą przez Boga, nie jako ludzki wkład w otrzymanym zbawieniu. Sakramenty rozumiane są jako widzialne znaki i pieczęcie rzeczy niewidzialnych, ustanowione przez Boga dla uzewnętrznienia, potwierdzenia i zapewnienia o niezmienności Bożych obietnic. Przyjmując protestanckie nauczanie sakramentalne, wyróżnia się tylko dwa sakramenty (zwane również ustanowieniami): chrzest i eucharystię (Wieczerzę Pańską). Rozumienie chrztu określa reformowana teologia przymierza, udzielany on jest na wyznanie wiary dorosłym oraz dzieciom ludzi wierzących. Nabożeństwo (w niedzielę) rozumiane jest i odprawiane wedle porządku charakterystycznego dla nauki o nabożeństwie jako odnowieniu przymierza z Bogiem. Eucharystia udzielana jest pod dwiema postaciami, chleba i wina, wszystkim wierzącym, w tym również dzieciom ludzi wierzących. Działanie sakramentów i ich wpływ na człowieka uzależnione są tylko od tego, czy przyjmuje się je z wiarą, która to wiara jest darem Bożej łaski. Sakramenty udzielane są tylko w porządku nabożeństwa. Do zarządzania Kościołami lokalnymi i sprawowania służby Słowa i sakramentów Kościoły zrzeszone we Wspólnocie powołują pastorów. Do zarządzania Kościoły mogą powoływać również starszych zarządzających. Do pełnienia służby pomocniczej powoływani są diakoni.
Wspólnota Ewangelicznych Kościołów Reformowanych w Polsce nie ordynuje kobiet na urząd pastora. Wspólnota uznaje tradycyjną etykę chrześcijańską opartą na Dekalogu, błogosławi i wspiera małżeństwo jako święte przymierze pomiędzy mężczyzną i kobietą oraz zbudowaną na nim rodzinę jako powołaną przez Boga wspólnotę wiary i życia. W konsekwencji takiego nauczania społecznego podkreśla się, że małżeństwo to wyłącznie związek mężczyzny i kobiety, tylko takie związki są też błogosławione w kościołach Wspólnoty.

## Władze
Organem zarządzającym Wspólnotą i jej najwyższą władzą duchowną jest prezbiterium. Prezbiterium wybiera ze swojego grona przewodniczącego i jego zastępcę. Kadencja przewodniczącego i jego zastępcy wynosi cztery lata.
Przewodniczącym prezbiterium I kadencji (2024-2028) jest Sebastian Smolarz, pastor kościoła we Wrocławiu, a jego zastępcą Gniewomir Giec (starszy zarządzający kościoła w Poznaniu).

## Duchowni
W kościołach należących do Wspólnoty Ewangelicznych Kościołów Reformowanych w Polsce służbę pełni pięciu ordynowanych pastorów:
- Paweł Bartosik (ordynowany w 2007 r.),
- Bogumił Jarmulak (ordynowany w 1999 r.),
- Marek Kmieć (ordynowany w 1993 r.),
- Andrzej Polaszek (ordynowany w 1997 r.),
- Sebastian Smolarz (ordynowany w 2004 r.).

## Kościoły
Do Wspólnoty Ewangelicznych Kościołów Reformowanych w Polsce należą trzy kościoły:
- kościół w Gdańsku, pastor: Paweł Bartosik,
- kościół w Poznaniu, pastor: Andrzej Polaszek,
- kościół we Wrocławiu, pastorzy: Marek Kmieć, Sebastian Smolarz.